# Democratici di Sinistra
Die Democratici di Sinistra (DS, deutsch Linksdemokraten) waren bis 2007 die größte italienische Partei der Mitte-links-Wahlbündnisse L’Ulivo („Olivenbaum“) und L’Unione. Sie kann als sozialdemokratische Partei beschrieben werden, einzelne parteiinterne Strömungen sahen sich auch als demokratische Sozialisten, Linksliberale oder Christlichsoziale.
Sie wurde 1991 unter dem Namen Partito Democratico della Sinistra (PDS, „Demokratische Linkspartei“) gegründet und folgte damit der post-kommunistischen Transformation der alten Partito Comunista Italiano (PCI) zu einer moderaten Linkspartei. Die Fraktion, die dem Kommunismus treu bleiben wollte, spaltete sich als Partito della Rifondazione Comunista ab. 1998 entstanden die DS als Zusammenschluss der PDS mit einigen kleineren Linksgruppen, wie den Cristiano Sociali (Christsozialen), der Federazione Laburista und den Comunisti Unitari (Vereinigten Kommunisten). Die Democratici di Sinistra fusionierten 2007 mit weiteren Parteien des Mitte-links-Spektrums zur Partito Democratico.

## Geschichte

### Wende von Bolognina
Die Kommunistische Partei Italiens hatte sich bereits anlässlich der Niederwerfung des „Prager Frühlings“ 1968 von der Führungsrolle der Sowjetunion distanziert und vertrat einen Eurokommunismus, der weitgehend mit westlichen Demokratievorstellungen vereinbar war. Sie erhielt bei Parlamentswahlen regelmäßig über 20, teilweise sogar 30 Prozent, stellte in mehreren großen Städten den Bürgermeister und ging im Rahmen des „Historischen Kompromisses“ 1976–78 sogar ein Bündnis mit den Christdemokraten ein. Statt einer Revolution strebte die PCI mehrheitlich einen friedlich-parlamentarischen Weg zum Sozialismus an. Eine „Sozialdemokratisierung“ der Partei zeichnete sich folglich bereits in den 1970er- und verstärkt in den 1980er-Jahren ab.
Unter dem Eindruck des Falls der Berliner Mauer kündigte der damalige Generalsekretär der PCI, Achille Occhetto, während einer Gedenkveranstaltung in Bolognina (einem Stadtteil von Bologna) am 12. November 1989 einen grundlegenden Wandel der Partei an, in dessen Rahmen sie auch ihren Namen ändern könnte. Der Wandel von PCI zu PDS wird daher als svolta della Bolognina („Wende von Bolognina“) bezeichnet.
Auf ihrem XX. Parteitag in Rimini beschloss die PCI am 3. Februar 1991 die endgültige Abkehr vom Kommunismus und die Umbenennung in Partito Democratico della Sinistra. Die innerparteilichen Gegner dieser Entscheidung gründeten noch am selben Tag das Movimento per la Rifondazione Comunista, zu dem bis Mai 1991 150.000 Mitglieder übertraten. Der bisherige Generalsekretär der PCI, Achille Occhetto, wurde auch erster Sekretär (d. h. operativer Parteichef) der PDS und blieb dies bis 1994. Das Logo der PDS zeigte einen Eichenbaum, im unteren Bereich blieb jedoch in einem kleineren Feld das alte Emblem der PCI mit Hammer und Sichel, um an deren Tradition anzuknüpfen. Das bisherige kommunistische Parteiorgan L’Unità wurde zur offiziellen Zeitung der PDS.

### Partito Democratico della Sinistra (1991–1998)
Im September 1992 wurde die PDS in die Sozialistische Internationale aufgenommen, dem stimmten auch deren beide bisherigen italienischen Mitgliedsparteien – PSI und PDSI – zu. Zwei Monate später beteiligte sich die PDS an der Gründung der Sozialdemokratischen Partei Europas (SPE). Die Europaparlamentarier der PDS wechselten daraufhin von der Fraktion der Vereinigten Europäischen Linken zur Sozialdemokratischen Fraktion.
Die erste Wahlteilnahme der PDS auf nationaler Ebene war 1992. Dabei erhielt sie 16,1 % der Stimmen – über 10 Prozentpunkte weniger als zuvor die PCI – und 107 der 630 Sitze im Abgeordnetenhaus (51 weniger als zuvor die PCI). Im April/Mai 1993 war die PDS mit drei Ministern im Kabinett des parteilosen Ministerpräsidenten Carlo Azeglio Ciampi vertreten. Damit waren erstmals seit der Allparteienregierung der unmittelbaren Nachkriegszeit (1945–47) wieder (ehemalige) Kommunisten mit Ministerposten an einer italienischen Regierung beteiligt. Diese traten jedoch bereits wenige Tage nach ihrer Vereidigung wieder zurück, nachdem das Parlament die Aufhebung der Immunität des unter Korruptionsverdacht stehenden Chefs der PSI, Bettino Craxi, abgelehnt hatte.

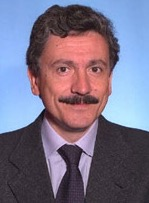
Parteivorsitzender Massimo D’Alema (1996)

1993 wurde ein neues Wahlrecht, genannt Mattarellum, beschlossen, nach dem drei Viertel der Sitze im Abgeordnetenhaus nach Mehrheits- statt wie bisher nach Verhältniswahlrecht bestimmt wurden. Im Vorfeld der vom Korruptionsskandal Tangentopoli/Mani pulite ausgelösten vorgezogenen Neuwahl bildete die PDS mit der Rifondazione Comunista, Grünen, Sozialisten, den linksliberalen Reformparteien La Rete und Alleanza Democratica sowie den Cristiano Sociali (einer linken Abspaltung der zerfallenden Democrazia Cristiana) das Mitte-links-Bündnis Alleanza dei Progressisti („Fortschrittliche Allianz“), um ihre Chancen bei der Mehrheitswahl zu verbessern. Zwar steigerte die PDS selbst ihren Stimmanteil auf 20,4 % und die Zahl ihrer Abgeordneten auf 125, jedoch unterlag das Bündnis der Progressisti insgesamt deutlich dem Mitte-rechts-Bündnis Polo delle Libertà/Polo del Buon Governo unter Führung von Silvio Berlusconi und seiner neuen Partei Forza Italia. Anschließend trat Achille Occhetto als Parteisekretär zurück. Sein Nachfolger wurde Massimo D’Alema.
Nach dem Zerbrechen von Berlusconis Koalition im Dezember 1994 gelang es der PDS nicht, eine alternative Regierungsmehrheit zu bilden. Auch schreckte sie zunächst vor Neuwahlen zurück. Stattdessen unterstützte sie die parteilose Technokratenregierung von Lamberto Dini. Zugleich arbeitete sie jedoch an der Bildung eines neuen, erweiterten Mitte-links-Bündnisses namens L’Ulivo („Der Olivenbaum“), dem über die Parteien der Alleanza dei Progressisti hinaus auch die aus den Überresten der Christdemokraten hervorgegangene PPI, die liberale PRI, die Südtiroler Volkspartei (SVP) sowie die von Dini neu gegründete Reformpartei Rinnovamento Italiano (RI) angehörten. Obwohl die PDS die größte Partei in diesem Bündnis war, trat der ehemalige Christdemokrat Romano Prodi als dessen Spitzenkandidat an. Das L’Ulivo-Bündnis gewann die vorgezogene Parlamentswahl im April 1996. Zwar konnte die PDS selbst ihren Stimmenanteil nur minimal auf 21,1 % ausbauen, die Zahl ihrer Abgeordneten stieg jedoch auf 172, da L’Ulivo in den meisten Wahlkreisen das Direktmandat holte. Im anschließend gebildeten Kabinett Prodi I stellte die PDS 10 der 18 Ministerposten.

### Democratici di Sinistra (1998–2007)

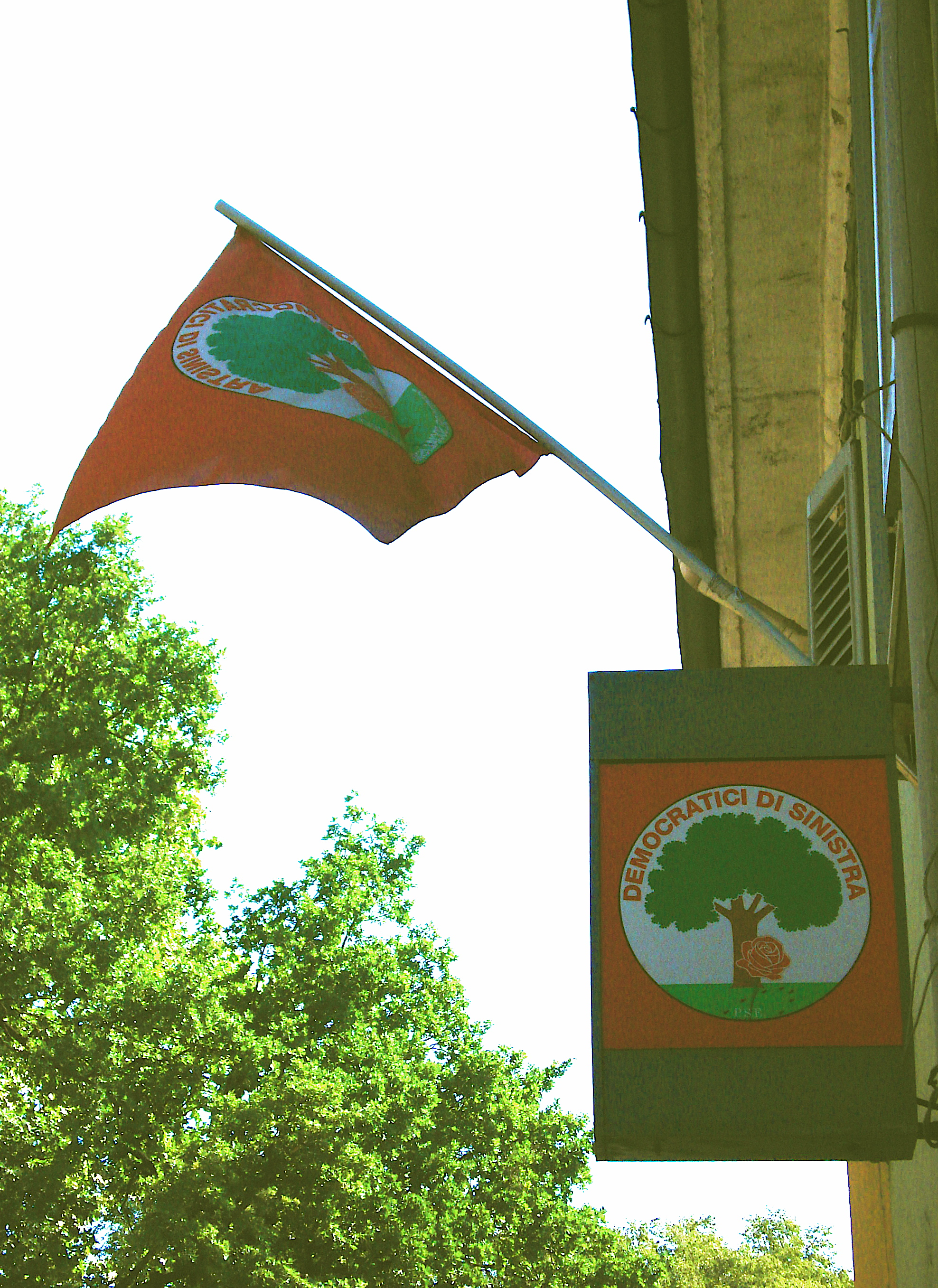
Logo und Fahne der DS am Parteilokal in Pogliano Milanese (2007)

Am 13. Februar 1998 fand die konstituierende Versammlung der neuen Partei Democratici della Sinistra statt, an der folgende Organisationen teilnahmen:
| Fraktion (und politische Herkunft) | Vorsitzender                     | Vertretung bei der Versammlung |
| ---------------------------------- | -------------------------------- | ------------------------------ |
| PDS (ex PCI)                       | Massimo D’Alema                  | 73 %                           |
| Federazione Laburista (ex PSI)     | Valdo Spini, Giorgio Ruffolo     | 8 %                            |
| Comunisti Unitari (ex PRC)         | Famiano Crucianelli              | 6 %                            |
| Cristiano Sociali (ex DC)          | Pierre Carniti, Ermanno Gorrieri | 6 %                            |
| Sinistra Repubblicana (ex PRI)     | Giorgio Bogi                     | 3 %                            |
| Riformatori per l’Europa (ex PSI)  | Giorgio Benvenuto                | 2 %                            |
| Agire Solidale                     | Giuseppe Lumia                   | 2 %                            |

Hammer und Sichel wurden nun endgültig aus dem Parteilogo getilgt. An ihre Stelle trat die rote Rose, wie sie auch die Sozialistische Internationale, die britische Labour Party und weitere sozialdemokratische Parteien in Europa verwenden. Der bisherige Sekretär der PDS Massimo D’Alema blieb zunächst auch Sekretär der DS und die Democratici di Sinistra setzten die Regierungsbeteiligung der PDS im Kabinett Prodi fort. Als die Rifondazione Comunista jedoch Prodi das Vertrauen entzog, trat dieser im Dezember 1998 zurück. Neuer Ministerpräsident wurde Massimo D’Alema, der erste Ex-Kommunist an der Regierungsspitze eines NATO-Mitgliedsstaats. Zugleich gab er die operative Parteiführung (Sekretär) der DS an Walter Veltroni ab und übernahm das eher zeremonielle Amt des Parteipräsidenten. Massimo D’Alema führte die Regierung bis April 2000, als er infolge der Niederlage des Mitte-links-Lagers bei den Regionalwahlen zurücktrat. Die DS blieben jedoch Teil der Regierung, die anschließend vom parteilosen Giuliano Amato geführt wurde.
Zur Parlamentswahl 2001 traten die DS erneut im Rahmen des L’Ulivo-Bündnisses an, das jedoch Berlusconis wiedererstarktem Mitte-rechts-Lager unterlag. Die DS fielen auf 16,6 % der Stimmen und 137 Sitze im Abgeordnetenhaus zurück. Es folgten fünf Jahre in der Opposition. Walter Veltroni trat nach der Wahlniederlage als Parteisekretär zurück (auch weil er zur gleichen Zeit Bürgermeister von Rom wurde). Sein Nachfolger an der Parteispitze war Piero Fassino, der die Linksdemokraten bis zu ihrer Auflösung 2007 führte.
Die Zusammenarbeit der DS mit ihren Partnern im L’Ulivo-Bündnis – insbesondere mit der hauptsächlich aus ehemaligen Christdemokraten bestehenden Partei La Margherita – intensivierte sich in der Folgezeit noch. Zur Parlamentswahl 2006 stellten DS und Margherita keine eigenen Parteilisten mehr auf, sondern eine gemeinsame L’Ulivo-Liste. Diese wiederum war Bestandteil des erweiterten Mitte-links-Koalition L’Unione unter Führung Romano Prodis, die die Wahl mit knappem Vorsprung gewann. Prodi wurde zum zweiten Mal Ministerpräsident, seinem Kabinett gehörten 9 Minister der DS an, darunter Massimo D’Alema als Vize-Ministerpräsident und Außenminister.

### Fusion zur Partito Democratico
Nach dem Beschluss des IV. Parteikongresses (19. bis 21. April 2007) gingen die DS mit La Margherita und anderen Gruppierungen des Mitte-links-Lagers am 14. Oktober 2007 in der neu geschaffenen Demokratischen Partei (Partito Democratico, PD) auf, deren erster Vorsitzender Walter Veltroni wurde.
Ein Teil der DS-Mitglieder war jedoch damit nicht einverstanden, weil die PD kein klares sozialdemokratisches Profil mehr hätte. Sie gründeten im Mai 2007 die Sinistra Democratica (SD, Demokratische Linke), deren Vorsitzender der damalige Wissenschaftsminister Fabio Mussi wurde. Die SD nahm zur Wahl 2008 als Teil des Linksbündnisses La Sinistra – L’Arcobaleno teil, schied wegen dessen schwachen Abschneidens aus dem Parlament aus und ging Ende 2009 wiederum in der Sinistra Ecologia Libertà (SEL) auf.

## Mitglieder
Die PDS übernahm zunächst einen Großteil des Mitgliederstamms der Kommunistischen Partei, 1991 betrug die Mitgliederzahl 989.708. In den Folgejahren sank diese jedoch rapide. Im Jahr 1998, vor der Umwandlung in die DS, waren es noch 613.412 Mitglieder. Nach der Fusion zur DS hatte diese im ersten Jahr ihres Bestehens 656.146 Mitglieder. Dies sank jedoch weiter auf 543.907 Mitglieder im Jahr 2005. Im letzten Jahr ihres Bestehens stieg die Mitgliederzahl – angesichts basisdemokratischer Elemente wie der Urwahl des Spitzenkandidaten – wieder auf 615.414. Damit war sie 2006 die mitgliederstärkste Partei Europas, vor der deutschen CDU (557.175) und SPD (556.185).

## Regionale und kommunale Ebene

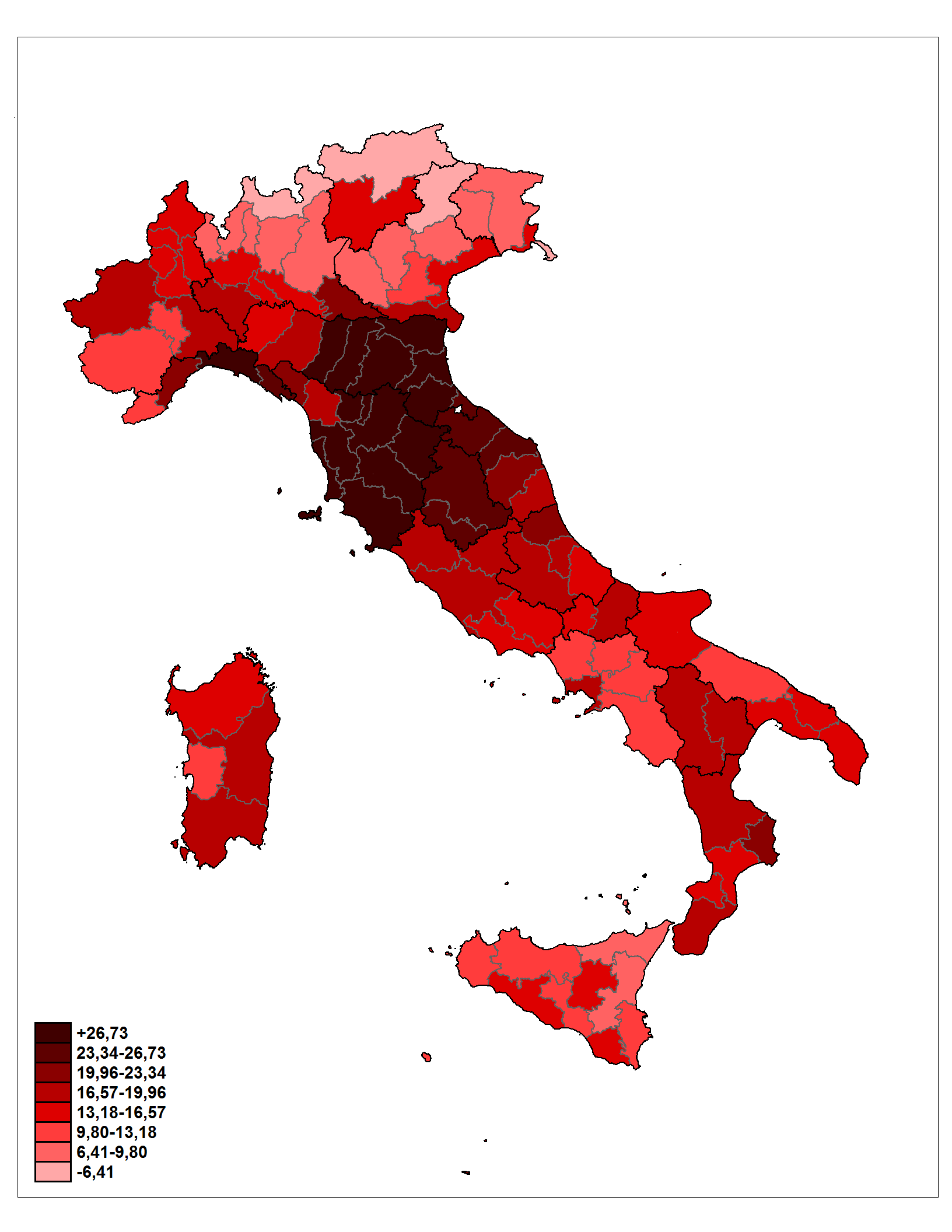
Stimmenanteil der DS bei der Wahl zum Abgeordnetenhaus 2001 nach Provinzen (je dunkler desto stärker)

Die Linksdemokraten hatten ihre regionalen Hochburgen im nördlichen Mittelitalien, namentlich Emilia-Romagna, Toskana, Umbrien und Marken. Diese zone rosse („roten Zonen“) waren dieselben Regionen, in denen auch die PCI traditionell stark vertreten war.
In Südtirol lautete der Name Die Linksdemokraten – Democratici di Sinistra, wo die Partei von 1999 bis 2008 mit Luisa Gnecchi an der Koalition der Landesregierung beteiligt war. Vertreter der Linksdemokraten saßen auch in den Stadträten der größeren Südtiroler Ortschaften. Parteisekretär war Christian Tommasini.
Die Linksdemokraten stellten von der Parteigründung bis 1999 sowie erneut ab 2004 die Bürgermeister von Bologna (Renzo Imbeni, Walter Vitali, Sergio Cofferati), von 1993 bis 2000 in Neapel (Antonio Bassolino), ab 1997 in Genua (Giuseppe Pericu), ab 1999 in Florenz (Leonardo Domenici), ab 2001 in Rom (Walter Veltroni) und Turin (Sergio Chiamparino).

## Parteisekretäre der DS
- 1991–1994: Achille Occhetto
- 1994–1998: Massimo D’Alema
- 1998–2001: Walter Veltroni
- 2001–2007: Piero Fassino

## Wahlergebnisse
- Parlamentswahlen 1992: 16,1 %, 107 Sitze
- Parlamentswahlen 1994: 20,4 %, 125 Sitze
- Parlamentswahlen 1996: 21,1 %, 176 Sitze
- Parlamentswahlen 2001: 16,6 %, 137 Sitze
- Parlamentswahlen 2006: Wahlteilnahme als Teil der L’Ulivo-Liste (insgesamt 31,3 %), 123 Sitze